# جنوب إيلينغ (محطة مترو أنفاق لندن)
جنوب إيلينغ (بالإنجليزية: South Ealing)‏ هي إحدى محطات مترو أنفاق لندن. تقع على خط بيكاديلي أفتتحت في المنطقة (Zone) رقم 3 أفتتحت في 1 مايو 1883.